# Guinée aux Jeux olympiques
La Guinée participe aux Jeux olympiques depuis 1968 et a envoyé des athlètes à chaque jeux depuis cette date sauf en 1972 et en 1976. Le pays n'a jamais participé aux Jeux d'hiver. 
Le Comité national olympique de Guinée a été créé en 1964 et a été reconnu par le Comité international olympique (CIO) en 1965.

## Médailles aux jeux d'été
| Jeux             | Athlètes          | Or | Argent | Bronze | Total | Classement |
| Mexico 1968      | 15                | 0  | 0      | 0      | 0     | –          |
| Munich 1972      | n'a pas participé |    |        |        |       |            |
| Montréal 1976    | n'a pas participé |    |        |        |       |            |
| Moscou 1980      | 10                | 0  | 0      | 0      | 0     | –          |
| Los Angeles 1984 | 1                 | 0  | 0      | 0      | 0     | –          |
| Séoul 1988       | 6                 | 0  | 0      | 0      | 0     | –          |
| Barcelone 1992   | 8                 | 0  | 0      | 0      | 0     | –          |
| Atlanta 1996     | 5                 | 0  | 0      | 0      | 0     | –          |
| Sydney 2000      | 6                 | 0  | 0      | 0      | 0     | –          |
| Athènes 2004     | 3                 | 0  | 0      | 0      | 0     | –          |
| Pékin 2008       | 5                 | 0  | 0      | 0      | 0     | –          |
| Londres 2012     | 4                 | 0  | 0      | 0      | 0     | –          |
| Rio 2016         | 5                 | 0  | 0      | 0      | 0     | –          |
| Tokyo 2020       | 5                 | 0  | 0      | 0      | 0     | –          |
| Paris 2024       | à venir           |    |        |        |       |            |
| Los Angeles 2028 | à venir           |    |        |        |       |            |
| Total            | Total             | 0  | 0      | 0      | 0     | –          |

## Participants olympiques

### Jeux olympiques d'été
| Sport      | 1968 | 1980 | 1984 | 1988 | 1992 | 1996 | 2000 | 2004 | 2008 | 2012 | 2016 | 2020 | Athlètes |
| ---------- | ---- | ---- | ---- | ---- | ---- | ---- | ---- | ---- | ---- | ---- | ---- | ---- | -------- |
| Athlétisme |      | 3    |      | 2    | 5    | 4    | 2    | 2    | 2    | 2    | 2    | 1    | 19       |
| Boxe       |      | 3    |      | 2    |      | 1    | 1    |      |      |      |      |      | 6        |
| Football   | 15   |      |      |      |      |      |      |      |      |      |      |      | 15       |
| Judo       |      | 3    | 1    |      | 3    |      | 1    | 1    |      | 1    | 1    | 1    | 11       |
| Lutte      |      |      |      | 2    |      |      |      |      |      |      |      | 1    | 3        |
| Natation   |      |      |      |      |      |      | 2    | 1    | 2    | 1    | 2    | 2    | 10       |
| Taekwondo  |      |      |      |      |      |      |      |      | 1    |      |      |      | 1        |